# Fredrik Ekman (präst)

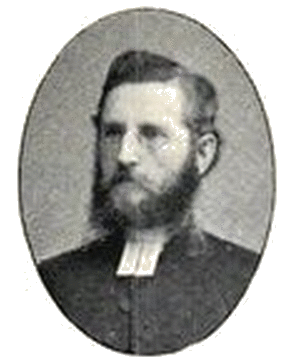
Fredrik Ekman.

Sven Fredrik Julius Ekman, född den 14 maj 1839 i Halmstad, död den 9 juli 1927 i Uppsala, var en svensk präst. Han var far till Karl Ekman och Elsa Ekman-Eurén.
Ekman blev student vid Lunds universitet 1857, filosofie kandidat 1864, student vid Uppsala universitet 1866 och filosofie doktor 1869. Han var assistent vid Lantbruksakademiens agrikulturkemiska försöksanstalt 1864–1865, rektor vid Prins Gustafs folkskola i Uppsala 1873–1889 och folkskoleinspektör 1877–1881. Ekman prästvigdes 1869 och blev kyrkoherde i Vendel 1889. Han blev filosofie jubeldoktor 1919, emeritus 1921 och stiftets senior 1922. Ekman blev ledamot av Nordstjärneorden 1896. Han vilar på Uppsala gamla kyrkogård.